# Stazione di Kumatori
La stazione di Kumatori (熊取駅?, Kumatori-eki) è una stazione ferroviaria della cittadina di Kumatori, nel distretto di Sennan, nella prefettura di Osaka in Giappone. La stazione è gestita dalla JR West e serve la linea Hanwa.

## Linee
JR West
■ Linea Hanwa

## Struttura
La stazione è costituita da due marciapiedi a isola con 4 binari in superficie.
| 1-2 | ■ Linea Hanwa | per Kansai Aeroporto e Wakayama |
| 3-4 | ■ Linea Hanwa | per Ōtori, Tennōji e Osaka      |

## Stazioni adiacenti
| ≪                 | Servizio                                            | ≫           |
| Linea Hanwa       | Linea Hanwa                                         | Linea Hanwa |
| ----------------- | --------------------------------------------------- | ----------- |
| Higashi-Sano      | Locale Rapido Regionale                             | Hineno      |
| Higashi-Kishiwada | Rapido Kankū Rapido Kishūji Rapido B Rapido Diretto | Hineno      |